# Лубанський край
Лубанський край (латис. Lubānas novads) — адміністративно-територіальна одиниця Латвійської Республіки. Розташований у східній частині країни, в історичному регіоні Ліфляндія. Адміністративний центр — Лубана. Створений 2009 року. Площа — 346,9 км². Населення — 2537 осіб (2011). До складу краю входять 1 місто і 1 волость.

## Населення
Національний склад краю за результатами перепису населення Латвії 2011 року.
| Національність | К-сть | % |
| -------------- | ----- | - |